# 肖尔布拉克酒
肖尔布拉克酒是新疆出产的一系列白酒，源于1987年2月伊力特酒厂与地方政府合作创建的“伊力大曲三分厂”，1990年代末曾因种种原因频临倒闭停产，直至1997年4月巩乃斯酒厂副厂长调至该厂，经几年努力后才扭转困局，恢复生产，并于2002并购1956年成立的巩乃斯酒厂。现有产品包括“丝路古酿”系列浓香型白酒，和“新酱”系列酱香型白酒。肖尔布拉克为蒙古语圣泉之意。